# Aqqala (Verwaltungsbezirk)
Aqqala (persisch شهرستان آق قلا, DMG Āgh Ghalā) ist ein Schahrestan in der Provinz Golestan im Iran. Er enthält die Stadt Aqqala, welche die Hauptstadt des Verwaltungsbezirks ist. 

## Kreise
- Zentral (بخش مرکزی)
- Voschmghir (بخش وشمگیر)

## Demografie
Bei der Volkszählung 2016 betrug die Einwohnerzahl des Schahrestan 132.733. Die Alphabetisierung lag bei 83 Prozent der Bevölkerung. Knapp 32 Prozent der Bevölkerung lebten in urbanen Regionen.
| Zensusjahr | Einwohnerzahl |
| ---------- | ------------- |
| 2011       | 124.185       |
| 2016       | 132.733       |